# Theodor-Körner-Schule
Die Theodor-Körner-Schule ist ein städtisches Gymnasium in Bochum. An der Schule werden über 900 Schüler von 77 Lehrern unterrichtet (Stand 2025). Sie befindet sich mit der Rupert-Neudeck-Schule im Schulzentrum Südwest in Dahlhausen.

## Geschichte
Die Schule wurde am 21. April 1920 als Höhere Knabenschule gegründet. Im Jahre 1937 wurde sie auf Beschluss des Rates der Stadt Bochum nach dem Schriftsteller Carl Theodor Körner (1791–1813) in Theodor-Körner-Schule benannt.
Um die Schüler vor den Bomben im Zweiten Weltkrieg zu schützen, wurden die Schüler 1943 im Rahmen der Kinderlandverschickung nach Schönlanke in Ostpreußen evakuiert. 1946 konnte der Unterricht wieder aufgenommen werden. Schulspeisung, Schulgeld und Schichtunterricht prägten das Schulleben.
Von 1961 bis 1964 erfolgte ein großer Anbau sowie die Erweiterung mit einem Aula-Komplex samt – inzwischen stillgelegtem – Lehrschwimmbecken. In den 1970er Jahren wurde eine Dreifach-Turnhalle errichtet. 1983 folgte ein weiterer Anbau, der 1984 eröffnet wurde. Der älteste Teil des Schulzentrums stammt aus dem Jahre 1902. Seit 2013 werden die Räume des ehemaligen Lehrschwimmbades zu einer Mensa für das gesamte Schulzentrum umgebaut.

## Profil
Das Sprachangebot umfasst heute Englisch ab Klasse 5, Latein oder Französisch ab Klasse 7, Französisch oder Spanisch ab Klasse 9 und Französisch oder Spanisch in der Oberstufe. In der Oberstufe findet eine Kooperation mit der Matthias-Claudius-Schule statt. Die Schule führt jährlich mehrere Theaterstücke in Eigenproduktion auf. Seit dem Schuljahr 2010/11 besteht eine Kooperation mit dem Eisenbahnmuseum Bochum-Dahlhausen.
Ein Schüleraustauschprogramm gibt es mit Issy-les-Moulineaux.
Die Schule besitzt einen Förderverein, den Verein der Ehemaligen Schüler sowie Freunde und Förderer der Theodor-Körner-Schule in Bochum-Dahlhausen e. V., der 1949 gegründet wurde.
Seit 2007 ist die TKS als bisher einzige Bochumer Schule mit dem NRW-Gütesiegel für „Individuelle Förderung“ ausgezeichnet.